# Дельтоїд
В евклідовій геометрії дельтоїд — плоский чотирикутник, у якому дві пари суміжних сторін мають рівні довжини.
Дельтоїд є чотирикутником з симетрією відбиття відносно однієї з його діагоналей. Оскільки дельтоїд має щонайменше одну вісь симетрії, що проходить через його діагональ, то він має щонайменше два рівних протилежних кути і дві пари рівних суміжних сторін. 
Дельтоїд може бути опуклим, а також неопуклим чотирикутником. Неопуклий дельтоїд також має назву дарт (дротик).
Дельтоїди двох типів (опуклий і неопуклий) формують одну з плиток мозаїки Пенроуза. 
Також дельтоїди є гранями кількох гранетранзитивних багатогранників, зокрема: дельтоїдального ікосотетраедра (його грані дельтоїди з трома рівними внутрішніми кутами), дельтоїдального гексеконтаедра та трапецоедрів. 

## Окремі випадки
Окремими випадками дельтоїдів є:
- прямокутний дельтоїд — опуклий дельтоїд, у якого два протилежні рівні кути прямі;

- ромб — опуклий дельтоїд, у якого всі сторони рівні, протилежні кути рівні, протилежні сторони паралельні; ромб також є окремим випадком паралелограма;

- квадрат — опуклий дельтоїд, у якого всі сторони рівні, всі кути рівні і прямі; квадрат є окремим випадком ромба.

Рівнодіагональний дельтоїд, що вписується в трикутник Рело

- Серед усіх чотирикутників, чотирикутник, що має максимальне відношення периметра до діаметра (максимальна відстань між двома точками даної фігури), — це рівнодіагональний дельтоїд з кутами 60°, 75°, 150°, 75°. Його чотири вершини лежать у трьох кутах і середині однієї із сторін трикутника Рело.[3] [4]

Коли рівнодіагональний дельтоїд має довжину сторін, меншу або рівну його діагоналям (наприклад, як цей дельтоїд або квадрат), то він є одним із чотирикутників із найбільшим співвідношенням площі до діаметра.

## Властивості

Властивості дельтоїда

- Дельтоїд, який не є ромбом, має одну вісь симетрії.
- Кути між сторонами різної довжини рівні.
- Прямі, що містять діагоналі дельтоїда перпендикулярні, тобто дельтоїди є ортодіагональними чотирикутниками.
- Точка перетину діагоналей дельтоїда ділить одну з них навпіл. Друга діагональ (та, що є віссю симетрії) є бісектрисою протилежних кутів. У ромба обидві діагоналі точкою перетину діляться навпіл і є бісектрисами протилежних кутів.
- Одна діагональ ділить дельтоїд на два рівні трикутники. Друга діагональ ділить дельтоїд на два рівнобедрених трикутники, якщо він опуклий, і добудовує його рівнобедреним трикутником до рівнобедреного трикутника, якщо він неопуклий.

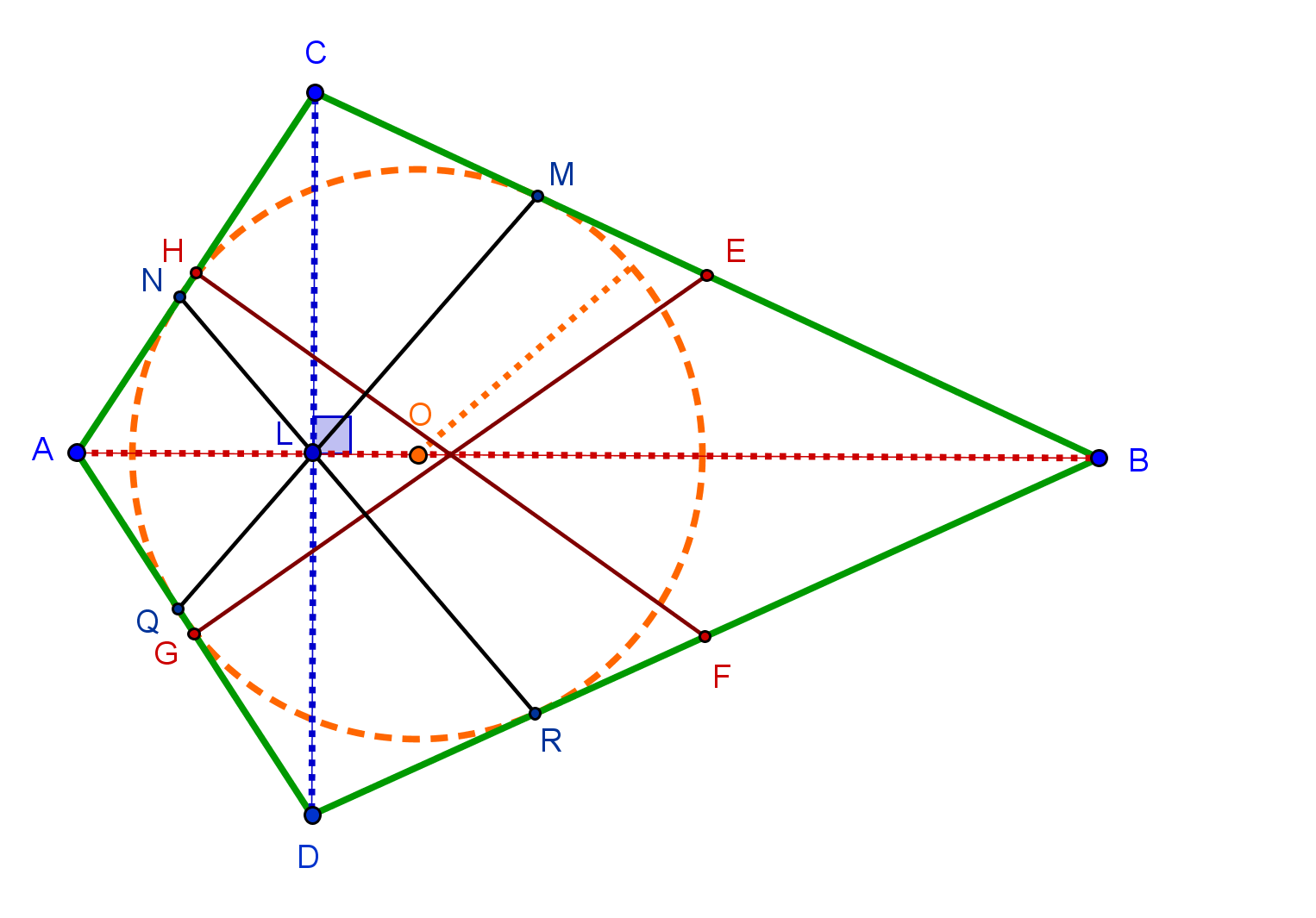
Бімедіани дельтоїда (GE і HF) та хорди вписаного кола, що сполучають точки дотику (MQ і NR)

- Паралелограм Вариньона дельтоїда, вершини якого збігаються із серединами сторін дельтоїда (EFGH на мал.), є прямокутником, сторони якого паралельні діагоналям дельтоїда. Зокрема, якщо цей прямокутник є квадратом, то діагоналі дельтоїда рівні, а відрізки, що з'єднують середини протилежних сторін перпендикулярні між собою.
- Точка перетину бімедіан дельтоїда (відрізки, що сполучають середини протилежних сторін) лежить на його діагоналі.
- Чотирикутник, вершинами якого є точки дотику вписаного кола зі сторонами дельтоїда (MNQR на мал.), є рівнобедреною трапецією.
- Хорди вписаного кола, що сполучають його точки дотику зі сторонами дельтоїда, перетинаються в точці перетину діагоналей дельтоїда. Також вони мають однакову довжину.

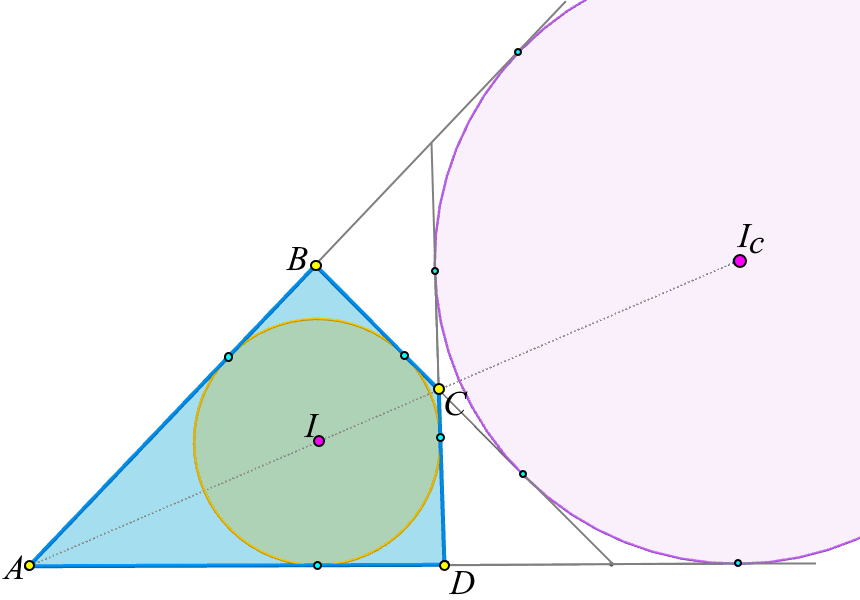
Дельтоїд є описаним та зовні-описаним чотирикутником

- У будь-який опуклий дельтоїд можна вписати коло; крім цього, якщо дельтоїд не є ромбом, то існує  коло, яке дотикається до продовжень всіх чотирьох сторін. Тобто будь-який опуклий дельтоїд (окрім ромба) є одночасно описаним та зовні-описаним чотирикутником. Центри вписаного та зовні-вписаного кіл лежать на прямій, що містить діагональ дельтоїда.

Для неопуклого дельтоїда можна побудувати коло, що дотикається до двох більших сторін і продовжень двох менших сторін і коло, що дотикається до двох менших сторін і продовжень двох більших сторін.

Прямокутний дельтоїд є біцентричним чотирикутником.

- Прямокутний дельтоїд (у якого два протилежні кути — прямі) є біцентричним чотирикутником, тобто є одночасно вписаним та описаним чотирикутником; а також і зовні-описаним чотирикутником. Центри вписаного, описаного та зовні-вписаного кіл лежать на діагоналі дельтоїда.

## Формули
|  |  |

Для  дельтоїда справедливі наступні формули:
| Формули для дельтоїда                   | Формули для дельтоїда |
| --------------------------------------- | --- |
| Довжини сторін                          | {\displaystyle a=d,\quad b=c} |
| Периметр                                | {\displaystyle P=2\cdot a+2\cdot b=2\cdot (a+b)} |
| Площа                                   | {\displaystyle S={\frac {e\cdot f}{2}}} |
| Площа                                   | {\displaystyle S=a\cdot b\cdot \sin(\beta )} |
| Площа                                   | {\displaystyle S=\left(a+b\right)r} де r — радіус вписаного кола. |
| Площа                                   | {\displaystyle S={\dfrac {1}{2}}\cdot \left(a^{2}\sin \alpha +b^{2}\sin \gamma \right)}                                                                                       |
| Довжини діагоналей                      | {\displaystyle e={\sqrt {a^{2}+b^{2}-2\cdot a\cdot b\cdot \cos(\beta )}}} (за теоремою косинусів)                                                                             |
| Довжини діагоналей                      | {\displaystyle f={\frac {2\cdot S}{e}}={\frac {4\cdot S_{ABC}}{e}}={\frac {4\cdot {\sqrt {s\cdot (s-a)\cdot (s-b)\cdot (s-e)}}}{e}}}, де {\displaystyle s={\frac {a+b+e}{2}}} |
| Довжини діагоналей                      | {\displaystyle f=2\cdot a\cdot \sin \left({\frac {\alpha }{2}}\right)=2\cdot b\cdot \sin \left({\frac {\gamma }{2}}\right)}                                                   |
| Радіус вписаного кола                   | {\displaystyle r={\frac {2\cdot S}{P}}={\frac {e\cdot f}{2\cdot (a+b)}}} |
| Радіус зовні-вписаного кола             | {\displaystyle \rho ={\frac {e\cdot f}{2\cdot \left\vert a-b\right\vert }}}                                                                                                   |
| Внутрішні кути (див. теорему косинусів) | {\displaystyle \alpha =\arccos \left({\frac {2\cdot a^{2}-f^{2}}{2\cdot a^{2}}}\right)}                                                                                       |
| Внутрішні кути (див. теорему косинусів) | {\displaystyle \gamma =\arccos \left({\frac {2\cdot b^{2}-f^{2}}{2\cdot b^{2}}}\right)}                                                                                       |
| Внутрішні кути (див. теорему косинусів) | {\displaystyle \beta =\delta =\arccos \left({\frac {a^{2}+b^{2}-e^{2}}{2\cdot a\cdot b}}\right)}                                                                              |

## Двоїстість

Дельтоїд та двоїста до нього рівнобічна трапеція.

Дельтоїди та рівнобедрені трапеції є двоїстими один до одного чотирикутниками, що означає, що між ними існує відповідність, яка змінює елементи їх частин на протилежні, перетворюючи вершини на сторони, а сторони — на вершини. 
У будь-якого дельтоїда вписане в нього коло дотикається до чотирьох його сторін у точках, що є вершинами рівнобедреної трапеції. 
Для будь-якої рівнобедреної трапеції дотичні лінії до описаного кола в чотирьох вершинах утворюють чотири сторони дельтоїда. Цю відповідність також можна розглядати як приклад полярного перетворення, загального методу для відповідності точок лініям і навпаки, якщо задано фіксоване коло. Чотири вершини дельтоїда в цьому сенсі взаємні чотирьом сторонам рівнобедреної трапеції. 
Характеристики дельтоїдів і рівнобедрених трапецій, які відповідають одна одній за цієї двоїстості, порівнюються в таблиці нижче.
| Рівнобічна трапеція                                                                 | Дельтоїд                                      |
| ----------------------------------------------------------------------------------- | --------------------------------------------- |
| Дві пари рівних сусідніх кутів                                                      | Дві пари рівних сусідніх сторін               |
| Дві рівні протилежні сторони                                                        | Два рівних протилежних кута                   |
| Дві протилежні сторони мають спільний перпендикуляр, що проходить через їх середини | Два протилежні кути мають спільну бісектрису  |
| Вісь симетрії проходить через протилежні сторони                                    | Вісь симетрії проходить через протилежні кути |
| Має описане коло                                                                    | Має вписане коло                              |

## Паркети з дельтоїдами
Опуклий дельтоїд з кутами 72°, 72°, 72°, 144° та неопуклий дельтоїд з кутами 36°, 72°, 36°, 216° формують одну з плиток мозаїки Пенроуза, аперіодичної плоскої мозаїки, відкритої фізиком-математиком Роджером Пенроузом. 

Коли дельтоїд має кути, які при його вершинах на одній стороні сумарно дорівнюють {\displaystyle \pi (1-{\tfrac {1}{n}})}  для деякого натурального числа 𝑛 , тоді масштабованими копіями цього дельтоїда можна замостити площину фрактальною розеткою, у якій центральна точка  послідовно оточується все більшими кільцями з 𝑛 дельтоїдів.  Ці розетки можна використовувати для вивчення явища непружного колапсу, коли система рухомих частинок, що стикаються при непружних зіткненнях, об’єднується в одній точці.

V4.3.4.6

Виявлений у 2023 році аперіодичний монопаркет, що розв’язує задачу однієї плитки, складається з 8 дельтоїдів із дельтоїдальної тригексагональної плитки.

Дельтоїд з кутами 60°, 90°, 120°, 90° також може утворити паркет, яким можна замостити площину; при відзеркаленні дельтоїда  відносно його ребер утворюється дельтоїдальна тригексагональна плитка, що замощує площину правильними шестикутниками та рівносторонніми трикутниками. 